# Anton Peterlin
Anton Peterlin [antón peterlín], , slovenski fizik, * 25. september 1908, Ljubljana, † 24. marec 1993, Ljubljana.

## Življenje in delo
Rodil se je v družini matematika in šolnika Antona Peterlina starejšega. Peterlin je doktoriral iz fizike leta 1938 na Humboldtovi Univerzi v Berlinu. Leta 1939 je postal docent fizike na Univerzi v Ljubljani, kjer je ostal 22 let. Leta 1945 je postal izredni in januarja 1946 redni profesor fizike in dekan Filozofske fakultete (1946/47). Poleg poučevalskih dolžnosti je leta 1947 sprejel nalogo, da ustanovi Inštitut Jožef Stefan v Ljubljani in bil njegov upravnik do leta 1955, nato pa do konca leta 1958 predsednik njegovega Znanstvenega sveta. Zaradi nesoglasij glede vodenja inštituta in političnega vmešavanja je leta 1960 Peterlin nastopil profesuro na Tehniški visoki šoli v Münchnu in istočasno postal vodja Fizikalnega inštituta. Leta 1961 je odšel v ZDA, kjer je postal ustanovni direktor Laboratorija Camille Dreyfus (CDL) v sklopu Inštituta Research Triangle v Durhamu, Severna Karolina. Leta 1973 je po obvezni upokojitvi zapustil Severno Karolino in postal sodelavec Narodnega urada za standarde in tehnologijo (NIST) v Washingtonu, kjer je bil med letoma 1975 in 1984 pomočnik direktorja Sekcije za polimere. Tu je ostal do maja 1992.
Peterlin je bil mednarodno priznan znanstvenik in avtor približno 400 znanstvenih objav. Že leta 1946 je postal dopisni,1949 pa redni član Slovenske akademije znanosti in umetnosti (SAZU). Za svoje raziskovanje je prejel najprestižnejšo slovensko znanstveno nagrado, Prešernovo nagrado leta 1955. Leta 1983 so mu pa podelili Kidričevo nagrado za življenjsko delo. Ameriško reološko društvo mu je leta 1970 podelilo Binghamovo nagrado, Ameriško fizikalno društvo (APS) pa leta 1972 svojo najbolj prestižno nagrado za polimerno fiziko Polymer Physics Prize. Peterlin je bil strokovnjak na področju polimerov. Bil je član mnogih znanstvenih združenj, vključno Ameriškega fizikalnega društva in več ameriških akademij, Nemškega koloidnega društva (Deutsche Kolloid Gesellschaft), Nemškega fizikalnega društva (Deutsche Physikalische Gesellschaft), Avstrijske akademije znanosti. Leta 1968 je bil imenovan za prvega častnega člana IJS, 1979 je postal častni doktor Univerze v Mainzu, 1988 tudi častni doktor Univerze v Ljubljani. Leta 1985 ga je DMFA izbralo za svojega šestega častnega člana.
Njegov sin Boris Matija Peterlin je raziskovalec v biomedicini na Univerzi Kalifornije v San Franciscu in član SAZU, hči Tanja Peterlin Neumaier pa fizičarka in zgodovinska publicistka